# A Lenda da Chama Verde
A Lenda da Chama Verde (no original, Green Lantern/Superman: Legend of the Green Flame) é uma história em quadrinhos americana escrita por Neil Gaiman. Dentre os doze profissionais responsáveis pela arte - todos amigos pessoais de Gaiman - estão os premiados desenhistas Mark Buckingham, John Totleben e Matt Wagner e o colorista Matt Hollingsworth. Estrelada por Superman e por Hal Jordan, então um dos "Lanternas Verdes", foi originalmente concebida por Gaiman em 1988, à pedido de Mark Waid, então um dos editores da revista Action Comics Weekly, mas, por seu enredo entrar em contradição com certos elementos da continuidade fictícia das histórias dos dois personagens, ao estabelecer que ambos sabiam a identidade secreta um do outro, acabou não sendo produzida.
Em 2000, mais de dez anos depois do previsto, e superados os problemas de continuidade, Gaiman e a editora resolveram enfim publicar a história em uma edição especial, mantendo o roteiro inalterado. Na história, os dois personagens se unem após Jordan procurar Superman em busca de conselhos por estar questionando seu próprio valor como super-herói. A conversa entre os dois os leva a um museu onde encontram, em exposição, uma relíquia improvável: uma bateria energética similar à utilizada pelo próprio Lanterna Verde.

## Antecedentes e contexto
Em 1986, durante três meses a revista Action Comics deixou de ser publicada, por sua relação com Superman. Entre outubro e dezembro daquele ano o único título protagonizado pelo personagem seria a minissérie The Man of Steel, escrita e desenhada por John Byrne, que fora contratado pela editora para reformular o personagem, criando inclusive uma uma nova origem, após o evento "Crise nas Infinitas Terras", responsável por desconsiderar da continuidade todas as histórias publicadas desde 1938. Seria a partir de The Man of Steel que seriam contadas as novas histórias do personagem, estabelecendo um novo cânone.
Com a conclusão da minissérie, Byrne assumiu os roteiros e a arte tanto de Action Comics quanto da revista Superman. Action ele escreveria a partir da edição 584. até a edição 599. Em 1988, após a revista atingir a histórica marca de 600 edições publicadas, a DC Comics tentaria, a partir de agosto daquele ano adotar um formato de antologia, adotado nos primórdios da publicação, lançando a revista numa periodicidade semanal. A mudança duraria até junho do ano seguinte, e compreenderia as edições 601 à #642. À época, a editora havia cancelado a revista Green Lantern Corps, e o personagem Hal Jordan, então um dos "Lanternas Verdes", passou a ter suas histórias publicadas exclusivamente em Action Comics Weekly.  Dentre os personagens que tiveram histórias curtas publicadas na revista durante este período estão, além de Superman e do Lanterna Verde, Asa Noturna, Canário Negro, [Deadman]], Falcão Negro e o Vingador Fantasma.

## Produção
| |  |  |
| O inglês Neil Gaiman (esquerda) escreveu o roteiro de A Lenda da Chama Verde a pedido de Mark Waid (direita), um dos editores de Action Comics Weekly. |  |  |

Em 1989 a DC Comics, insatisfeita com o resultados obtidos por Action Comics Weekly, tanto em logística quanto em vendas, decidiu encerrar o "experimento" e retornar a revista ao formato mensal de publicação anteriormente adotado.
No posfácio de A Lenda da Chama Verde, o editor Mark Waid relembra as circunstância em que se encontrava a revista como "caóticas". Por mais que a ideia de tornar Action uma antologia fosse um ótimo conceito, e tivesse gerado boas histórias, demandava um corpo editorial desproporcional para uma única revista: "continuadamente [Waid e mais de sessenta profissionais] nos víamos no olho do furacão, ajudando a coordenar, a cada semana, mais escritores, desenhistas, arte-finalistas, letristas e coloristas que a maioria das editoras empregavam num ano inteiro... tudo para a única revista de toda a linha editorial da DC que não podia ser lançada fora do prazo".
Waid contratou o escritor inglês Neil Gaiman, então desconhecido do grande público, para escrever a última edição, numa história que reunisse Jordan, uma das estrelas da revista e um dos personagens favoritos do escritor, com Superman e alguns dos personagens publicados durante aquele período. uma única história que encerrasse Action Comics Weekly definitivamente.
Gaiman inicialmente utilizaria o personagem Etrigan, mas, durante a semana em que discutiu o enredo com Waid, este lhe informou que o personagem não poderia ser incluído na história. A temática das histórias protagonizadas por Jordan à época serviriam de mote para o roteiro: uma vez que o personagem vinha enfrentando uma crise pessoal, a sua caracterização na história seria afetada por isso:
| “ | Eu me orgulhei de aproveitar os elementos do enredo de Action Weekly, como retratar o Lanterna Verde - então o "homem sem medo" Hal Jordan - como alguém enfrentando uma crise emocional e que havia ligado para seus amigos e nenhum deles quis falar com ele, nem mesmo Superman, para quem Jordan liga no telefone do trabalho no Planeta Diário. [A Lenda da Chama Verde] acabou se tornando a história de dois velhos amigos - um com problemas e outro sem - e de todos os lugares que eu poderia levá-los. Eu a escrevi em uma semana. Eu amei escrevê-la. Eu adorei 'brincar' com esses personagens, como uma criança com um novo brinquedo ou um roteirista ensaiando uma peça com todos os atores veteranos que ele sempre admirou. | ” |

Gaiman e Waid já haviam inclusive cogitado contratar Mark Buckingham para ser um dos desenhistas, mas um dos elementos do roteiro impediu que a história fosse publicada: Jordan e Superman sabiam a identidade secreta um do outro, mas a reformulação promovida por John Byrne havia estabelecido o oposto.. Embora algumas histórias publicadas no período ignorassem a reformulação e mantivessem as caracterizações anteriores, e mesmo com a própria linha editorial de Byrne sofrendo com a falta de apoio de parte da editora em promover as mudanças realizadas com Superman [Mike Carlin]], editor do personagem, pediu à Gaiman que alterasse seu roteiro. Quando este preferiu não modificar a história, Elliot S! Maggin acabou sendo contratado para escrever um novo roteiro para a última edição e a história original, arquivada.

### Lançamento

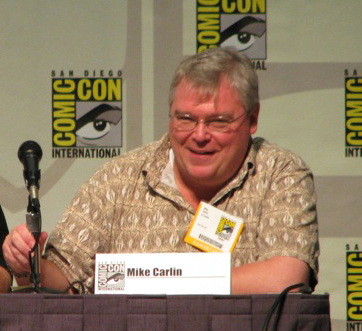
Mike Carlin, editor responsável pelas histórias de Superman na época.

Nos anos seguintes ao arquivamento do roteiro, Gaiman se tornaria uma celebridade mundialmente, em particular pelo trabalho exercido na revista Sandman. , em 1996, a DC Comics propôs à Gaiman colecionar, num único volume encadernado, os primeiros trabalhos dele para o selo de histórias adultas Vertigo, pertencente à editora. A editora Karen Berger sugeriu que um roteiro não-aproveitado de Gaiman para a linha fosse enfim utilizado, e perguntou se Gaiman ainda tinha uma cópia desse script. Ao encontrá-lo, Gaiman recordou-se de outro roteiro: o proposto para Action Comics Weekly anos antes.
Gaiman contatou Mike Carlin, questionando se o problema de continuidade que havia vetado a história anteriormente ainda existia. Carlin afirmou não ver objeções e Gaiman entrou em contato com Bob Schreck, que assumia naquele dia as funções de editor na DC Comics. Superada a questão da continuidade fictícia, um problema real surgiria: nem Gaiman nem a DC Comics tinham arquivada uma cópia do roteiro após tantos anos. Gaiman recordou-se de ter presenteado um amigo - Brian Hibbs, proprietário da gibiteria San Francisco's Comix Experience -  com uma cópia do roteiro, mas Hibbs viu que não mais a possuía. O imbróglio só se resolveria após Hibbs contatar um amigo pessoal seu, James Barry, para quem ele havia feito uma segunda cópia do roteiro. De posse do roteiro original, Schreck passou à promover a produção da história.
Sua publicação no Brasil foi na terceira edição da revista Wizard Brasil, da editora Panini Comics,. om a peculiaridade de terem sido omitidos o prefácio escrito por Gaiman e o posfácio de Waid, presentes no original.

### Características

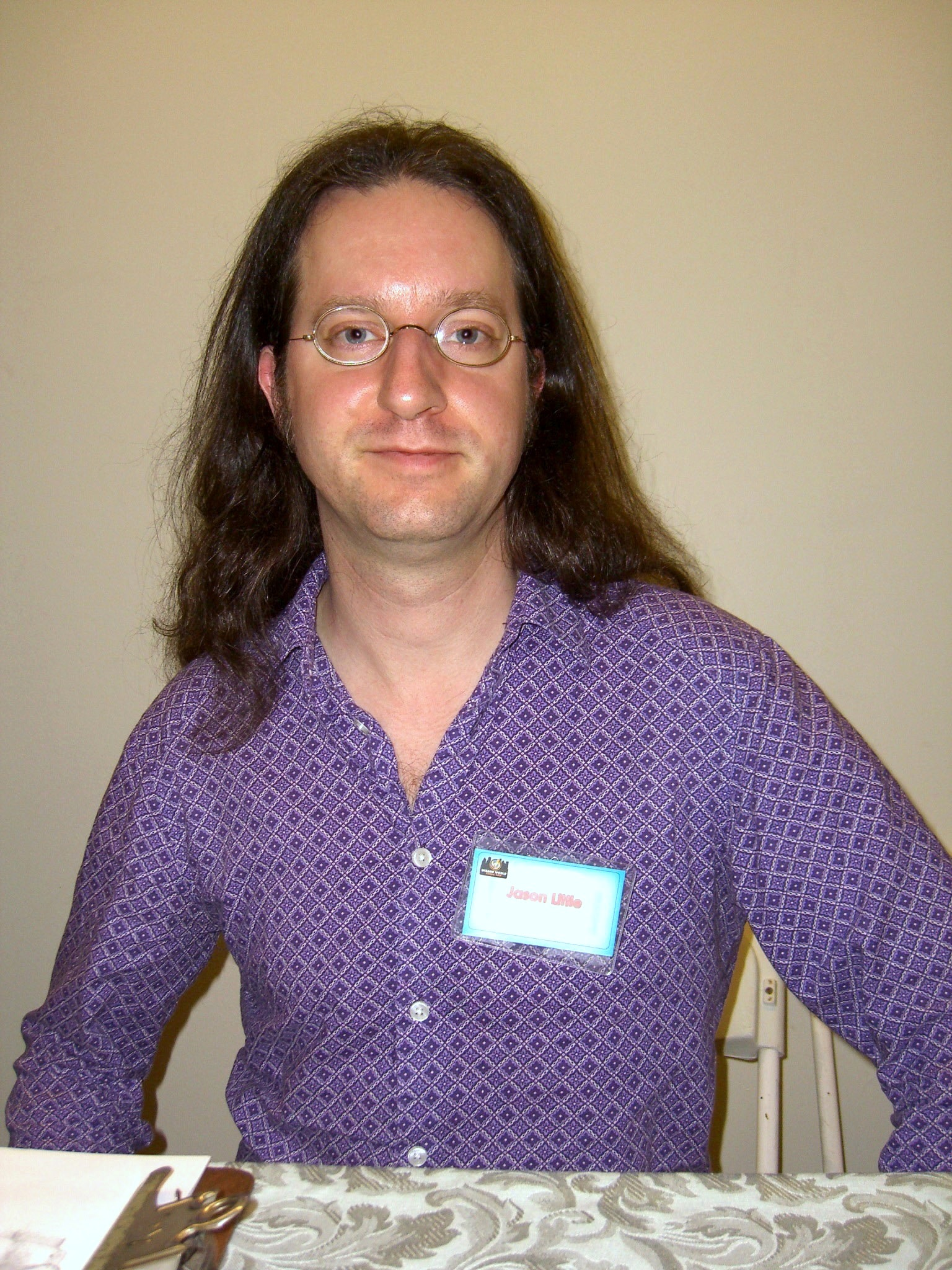
O cartunista Jason Little, responsável pela arte do epílogo.
Foto:Luigi Novi/2011

A capa de A Lenda da Chama Verde foi feita por Frank Miller e a história possui 38 páginas, dividida em 9 (um "prelúdio", quatro "capítulos", dois "interlúdios estranhos" e um "epílogo") partes, cada uma desenhada por um artista diferente:
- Eddie Campbell é responsável pelo "prelúdio", situado em 1949 e estrelado pelos Falcões Negros;
- Mike Allred (creditado como "Michael D. Allred"), Terry Austin e Mark Buckingham são responsáveis pelo "capítulo um". Allred e Austin são, respectivamente, o desenhista e o arte-finalista da primeiras seis páginas do capítulo, enquanto Buckingham desenhou sozinho a outra metade. É durante a porção de Buckingham que a Mulher-Gato.[15] az uma breve aparição;
- John Totleben é responsável pela arte do "capítulo dois", quando Superman e Jordan encontram-se com Deadman;
- Matt Wagner é responsável pela arte do primeiro "Strange Interlude" ("Interlúdio Estranho"), protagonizado pelo Vingador Fantasma. O título é uma referência ao personagem, que originalmente se chama "Phantom Stranger";[6]
- Eric Shanower e Art Adams (creditado como "Arthur Adams") são responsáveis pelo "capítulo três", onde os dois protagonistas viajam ao inferno. Adams, costumeiramente um desenhista, atua como arte-finalista de Shanower;
- Jim Aparo é responsável pela arte do segundo "Strange Interlude";
- Kevin Nowlan é responsável pela arte do "capítulo quatro", quando é finalmente revelada a origem da Lanterna Verde e da Chama Verde;
- O cartunista Jason Little é responsável pela arte do "epílogo".

Com exceção das páginas desenhadas por Nowlan, que foram colorizadas pelo próprio, toda a edição, incluindo a capa, foi colorizada por Matt Hollingsworth. Todd Klein, além de atuar como letrista, contribuiu adicionalmente elaborando o logo utilizado na capa.

## Enredo

### Sinopse
A Lenda da Chama Verde transcorre da seguinte forma:
Durante o epílogo, situado na Segunda Guerra Mundial, uma Lanterna Verde é encontrada pelos Falcões Negros numa casamata na Europa. Quarenta anos mais tarde, Hal Jordan procura Clark Kent em Metropólis para conversar e os dois acabam indo à uma exposição num museu sobre a qual Clark tem de fazer uma reportagem. Hal avista o que parece ser a lanterna usada por Alan Scott e, ao tentar recarregar seu anel nela, provoca uma explosão, que mata ele e Superman. A alma dos dois personagens vai para, nas palavras de Deadman, "o lugar onde as pessoas vão antes de irem para onde tem que ir". Hal tenta tirá-los de lá, e acaba jogando-os no inferno. Após nova tentativa, eles retornam ao museu, mas se veem dentro da Lanterna Verde, onde se encontram com a energia que reside ali, a "Chama Verde" do título.
A energia demonstra ter consciência e revela que foi quem os trouxe ali. Ela tenta seduzir Hal Jordan e fazê-lo abandonar o poder dos Guardiões para ser seu servo, mas o Vingador Fantasma aparece, e auxilia Hal a derrotar a Chama Verde. O Vingador se apresenta aos heróis e liberta seus espíritos, retornando-os para seus corpos. O Vingador parte, levando consigo a Lanterna Verde e Hal, que viera falar com Clark sobre o heroísmo no qual estava deixando de acreditar, vai embora reanimado.

### Principais personagens
- Hal Jordan: Hal, durante o período em que se situa A Lenda da Chama Verde, atuava sob a alcunha de "Lanterna Verde". Enquanto personagem, Jordan surgiu em 1959, na revista Showcase #22 e foi criado pelo roteirista John Broome como parte da reformulação promovida pelo editor Julius Schwartz para recriar os personagens do Universo DC durante o período entre 1956 e 1970 que posteriormente convencionado por estudiosos como a "Era de Prata" dos quadrinhos.[18] Durante a "Era de Ouro" (1938-1950), um personagem completamente distinto - Alan Scott - era publicado pela editora com o mesmo codinome e, apesar de também ter um anel carregada por uma bateria como fonte de seus poderes, era um super-heróis que possuía uma origem completamente diferente, sem relação com a Tropa dos Lanternas Verdes a qual pertencia Jordan;[19]
- Superman: Durante a década de 1950, a necessidade de se criar histórias "mais leves" frente à instituição do Comics Code Authority, uma organização americana que impôs uma série de regras que visavam impedir que as histórias influenciassem negativamente as crianças do país, seria imperiosa na caracterização do personagem: os conceitos de "bom-mocismo" começariam a ser fortemente representados.[20][21] e os atos do personagem fariam com que ele fosse visto de forma pouco elogiosa como um "super-escoteiro".[22] Amplamente considerado o mais conhecido super-herói de todos os tempos,[23] o personagem é visto como "referência" dentre seus colegas do universo ficcional em que transcorrem suas histórias,[24]  é procurado por Jordan para aconselhamento;
- Vingador Fantasma: Um dos personagens favoritos de Gaiman, é definido pelo autor como "alguém que não tem sua própria história, mas que entra nas histórias de outras pessoas".[25]

### Importância canônica
Por ter não ter sido rotulada como parte da linha de "histórias alternativas", situada fora da continuidade do universo fictício da editora, quando do seu lançamento, A Lenda da Chama Verde é presumidamente parte do cânone da DC Comics. Gaiman abordou a questão em sua introdução:
| “ | Histórias situadas em linhas do tempo alternativas ou em universos alternativos são parte dos comics há mais tempo que a maioria de nós está vivo. Todos os 'e se', todas as histórias imaginárias, todos aqueles contos que não poderiam acontecer sem que isso representasse um 'fim' abrupto para os quadrinhos. (...) [A Lenda da Chama Verde] não é um desses casos. O universo dos quadrinhos em que ela se situa é basicamente o Universo DC com o qual todos estamos acostumados, ainda que seja o Universo DC de doze anos atrás | ” |

Na história, a "Chama Verde" releva-se uma forma de energia senciente e fica estabelecido que o anel de Alan Scott foi energizado nela, uma fonte de energia semelhante à presente no planeta Oa que foi separada deste quando da criação da Bateria Central dos Lanternas Verdes. A "Chama Verde" corresponderia à energia mística, julgada "caótica" pelos Guardiões do Universo. Expelida, ela veio à Terra e atingiu a China antiga na forma de um meteorito, o "Coração Estelar". O meteorito foi moldado por um artesão na forma de uma lanterna, a qual chegou na década de 30 às mãos de Alan Scott, o Lanterna Verde da Era de Ouro dos Quadrinhos durante um acidente de trem, salvando sua vida..

## Repercussão
Eduardo Nasi, do site brasileiro "Universo HQ", avaliou a história com uma cotação de quatro (em cinco) estrelas, notando que os "bastidores" de sua publicação chegavam ser mais excepcionais que sua qualidade literária: "As oito partes da história mostram desde a descoberta da antiga bateria até uma visita dos dois heróis ao inferno. Não é algo excepcional e está longe de apresentar o poder criativo que Gaiman mostrou em Sandman, mas a origem da revista é tão rica que a torna absolutamente interessante. A começar pela ideia de fazer Superman conhecer os nove círculos (uma sugestão de Alan Moore - e, como homenagem, a visão do inferno é a mesma que o autor usou em O Monstro do Pântano)." O blogueiro Brian Cronin, em postagem publicada pelo site americano "Comic Book Resources", incluiu a história dentre as histórias cuja leitura ele recomendaria, durante a série de textos "A Year of Cool Comics". Segundo Cronin, o roteiro de A Lenda era "uma incrível jornada" e a arte da revista a tornava uma edição que precisava ser comprada. Chris Sims, também do Comic Book Resources, descreveria o roteiro como "muito bom" ao detalhar os percalços pelo qual o mesmo teve que passar para ser publicado.
Bob Rozakis, em resenha publicada no site americano "Silver Bullet Comics", também elogiaria a história, apontando que o roteiro antecipava muitos dos temas que Gaiman trabalharia em Sandman e que teria sido um fim apropriado para Action Comics Weekly. Apenas a arte do cartunista Jason Little seria considerada inapropriada por Rozakis, ainda mais se em comparação com os outros artistas da história.
Por outro lado, Graig Lemon, também para o "Silver Bullet Comics", apresentou uma crítica amplamente desfavorável, criticando tanto a arte irregular quanto o roteiro de Gaiman: "Talvez à época fosse [um roteiro] extraordinário, mas agora, após tantos trabalhos de qualidade, não presta. Talvez devesse ter sido atualizada para o século XXI, talvez devesse ter sido desenhada por um único artista, talvez devesse ter expandida para 48 páginas e rotulada um Elseworlds. Mas não deveria ter sido lançada desta forma, pois simplesmente não vale o dinheiro gasto".